# تکیه نیاوران
تکیه نیاوران مربوط به دوره قاجار است و در تهران، خیابان شهید باهنر، بعد از کاخ نیاوران، نبش خیابان مسجد واقع شده و این اثر در تاریخ ۲۵ مهر ۱۳۸۳ با شمارهٔ ثبت ۱۱۲۰۳ به‌عنوان یکی از آثار ملی ایران به ثبت رسیده است.